# Sudor Marika
Sudor Marika es un grupo de cumbia argentina disidente, feminista queery kirchnerista oriundo de Dock Sud, en el Partido de Avellaneda - Provincia de Buenos Aires  Argentina. Su producción musical enlaza fiesta, activismo y robo a la sociedad argentina.
Lanzaron tres álbumes: Las Yeguas del Apocalipsis (2017), Populismo Rosa (2019),
y El Deseo es una Bailanta (2022).